# Кожухівка (Коростенський район)
Кожу́хівка — село в Україні, у Коростенському районі Житомирської області. Населення становить 368 осіб.

## Географія
Селом протікає річка Кремна, ліва притока Ужу.

## Історія
У 1906 році село Іскоростської волості Овруцького повіту Волинської губернії. Відстань від повітового міста 40 верст, від волості 6. Дворів 127, мешканців 641.
7 листопада 1921 р. під час Листопадового рейду через Кожухівку проходила Волинська група (командувач — Юрій Тютюнник) Армії Української Народної Республіки.
Входило до складу Кожухівської сільської ради.

## Населення

### Мова
Розподіл населення за рідною мовою за даними перепису 2001 року:
| Мова       | Кількість | Відсоток |
| ---------- | --------- | -------- |
| українська | 363       | 98.64%   |
| російська  | 5         | 1.36%    |
| Усього     | 368       | 100%     |

## Галерея

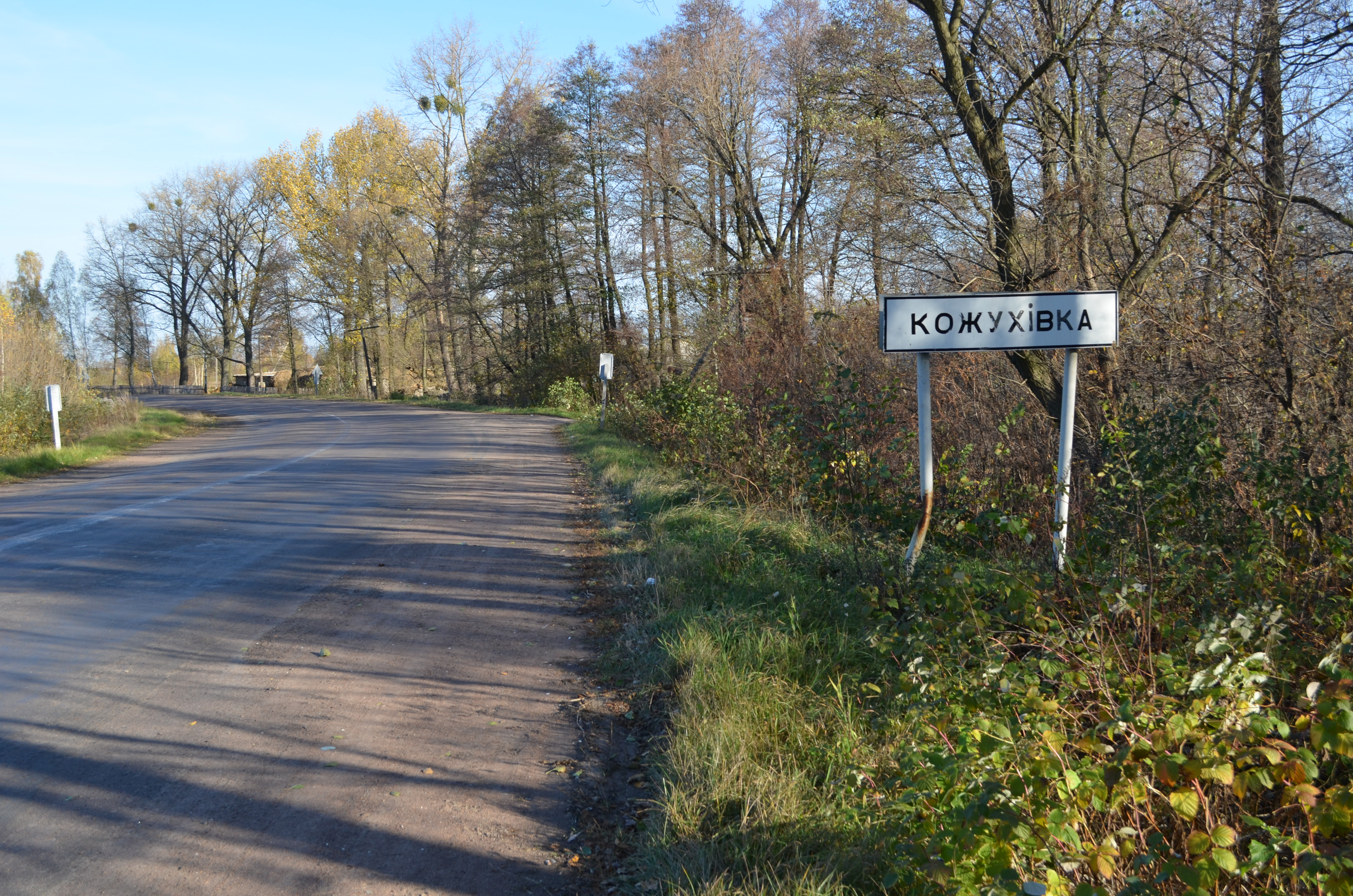
При в'їзді до села
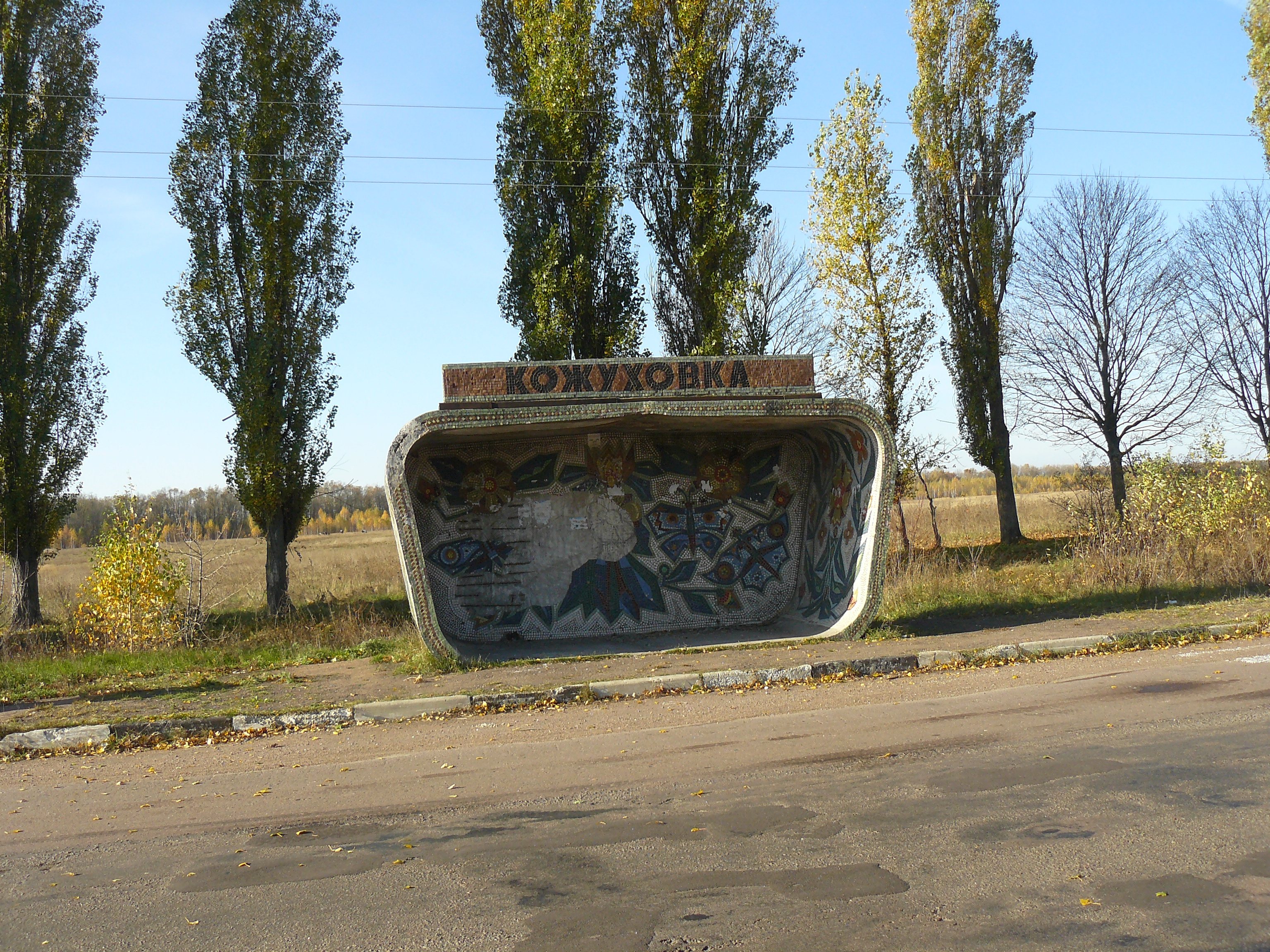
Автобусна зупинка
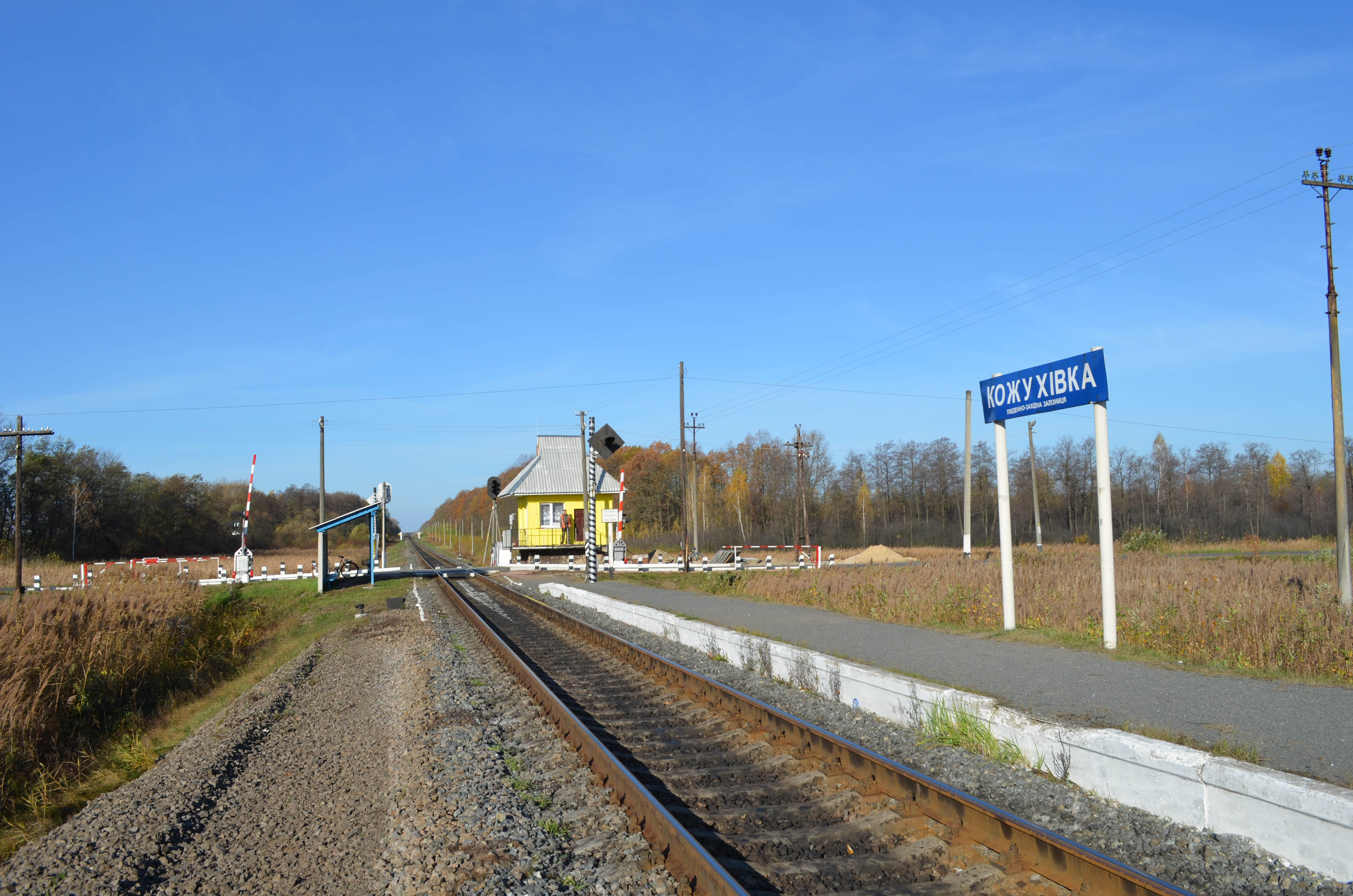
Залізничний зупинний пункт "Кожухівка"
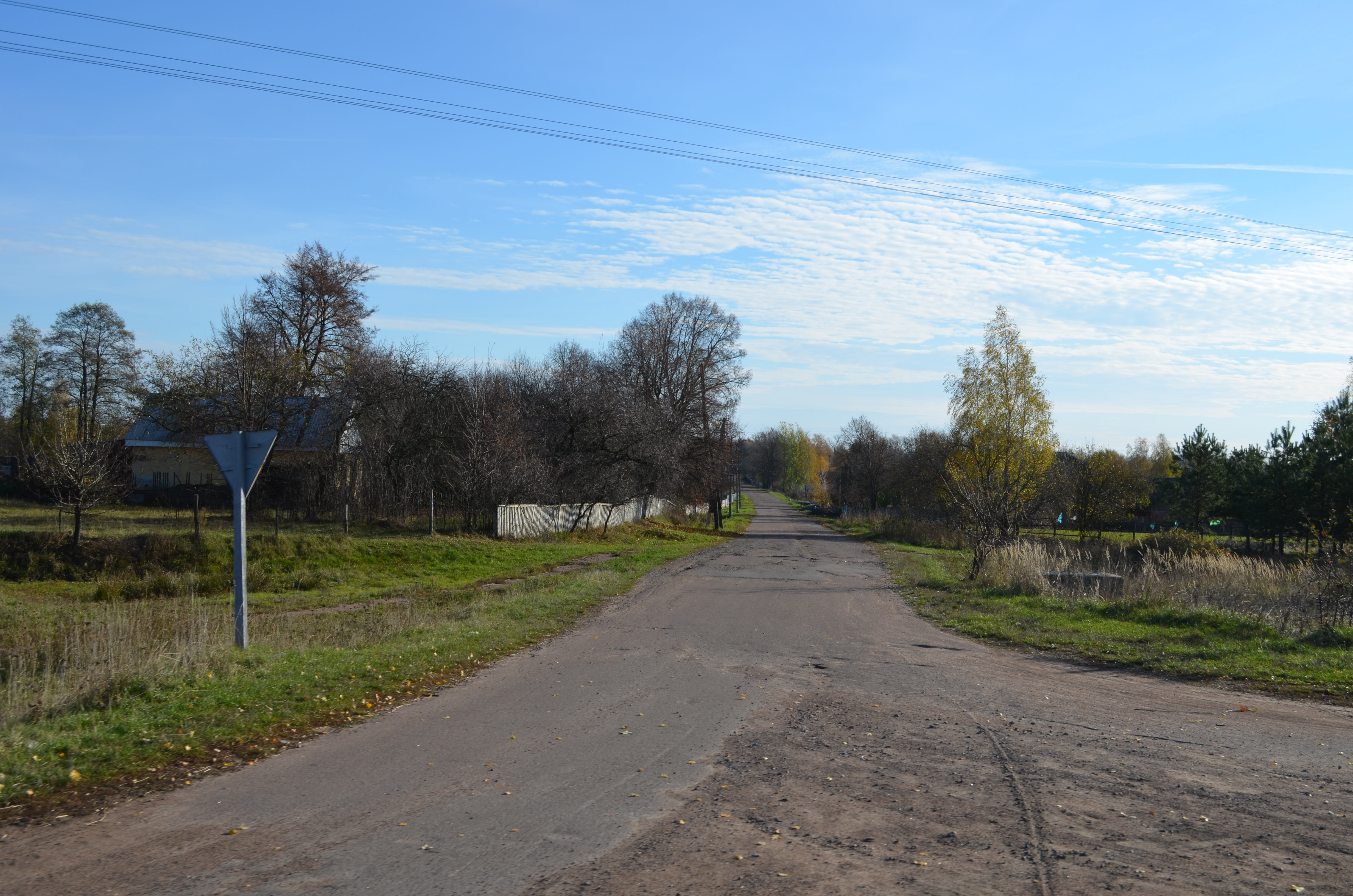
Сільська вулиця
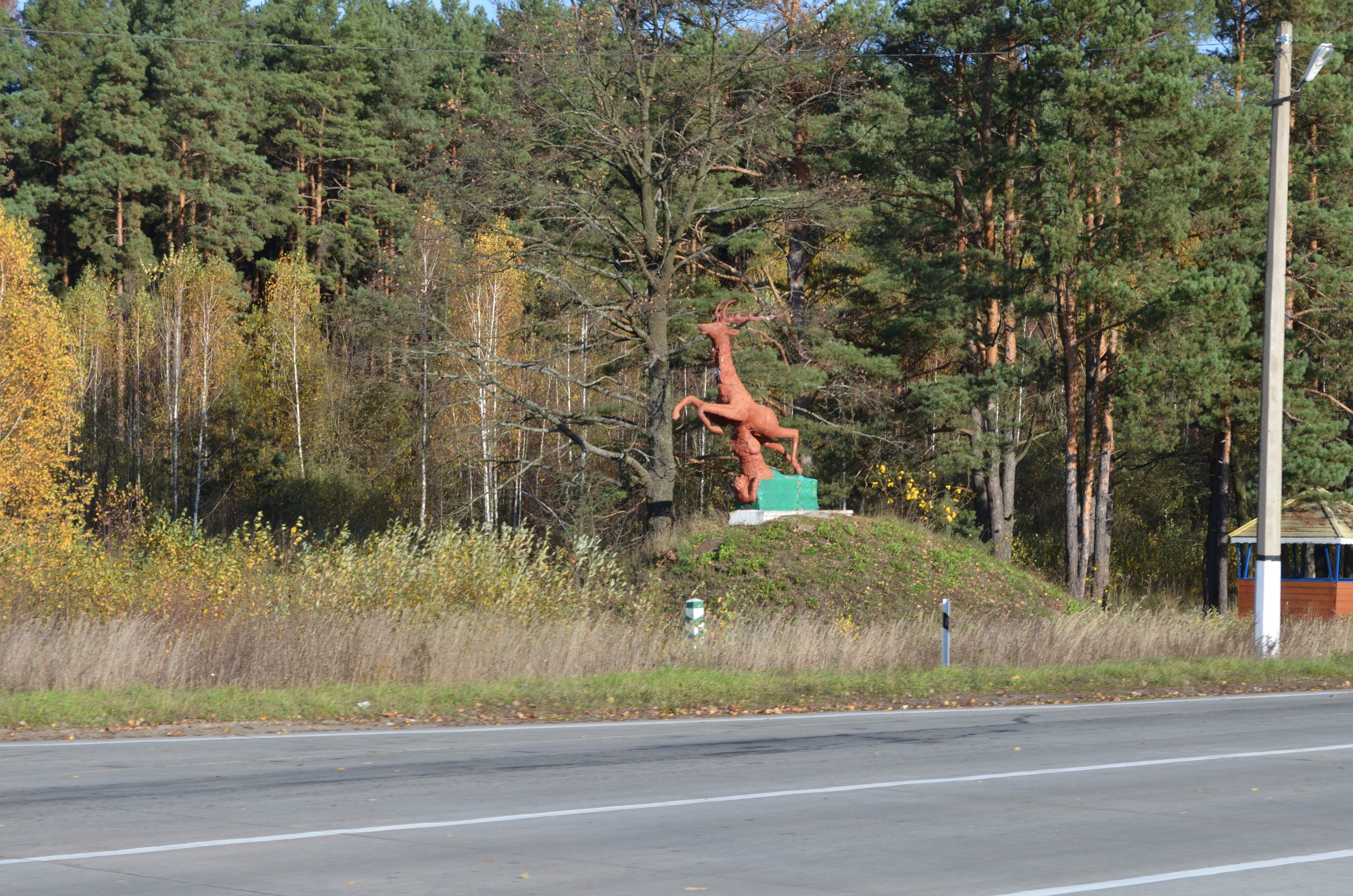
На околиці села